# Scottish National Antarctic Expedition

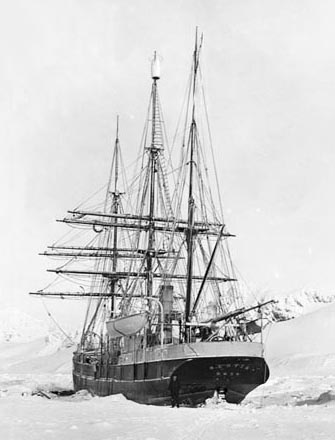
Die Scotia im Eis vor Laurie Island 1903–1904

Die von William Speirs Bruce geführte Scottish National Antarctic Expedition (SNAE, deutsch etwa Schottische Nationale Antarktisexpedition) erforschte in den Jahren 1902–1904 Teile der Antarktis. Robert Falcon Scotts konkurrierende Discovery-Expedition war zwar prestigeträchtiger, aber auch die SNAE absolvierte ein Programm voller Erkundung und wissenschaftlicher Arbeit. Zu ihren Erfolgen zählen die Einrichtung der ersten bemannten Wetterstation in der Antarktis und die Entdeckung von neuem Land im Osten des Weddell-Meeres. Die große Sammlung biologischer und geologischer Proben führte zusammen mit denen von Bruces früheren Reisen zur Gründung des Scottish Oceanographical Laboratory im Jahre 1906.
Bruce hatte den Großteil der 1890er Jahre mit Expeditionen in die Arktis und Antarktis verbracht und war um 1899 der erfahrenste britische Polarforscher. Im März dieses Jahres bewarb er sich auch für die Discovery Expedition; sein Vorschlag, den Arbeitsradius der Expedition mit einem zweiten Schiff ins Weddell-Meer auszudehnen, wurde aber vom Präsidenten der Royal Geographical Society, Clements Markham, abgelehnt, weil er eine Rivalität innerhalb der Expedition befürchtete. Daher operierte die SNAE als unabhängiges und privat finanziertes Unternehmen.
Die Expedition wurde als die „bei weitem kosteneffektivste und umsichtigst geplante wissenschaftliche Expedition des Goldenen Zeitalters“ bezeichnet. Trotzdem erfuhr Bruce niemals eine förmliche Ehrung oder Anerkennung durch die britische Regierung und den Teilnehmern wurde wegen starker Lobbyarbeit die prestigeträchtige Polar Medal verweigert. Die SNAE war die letzte Expedition unter Bruces Führung, allerdings unternahm er weiterhin regelmäßige Exkursionen in die Arktis. Anders als jene von Scott, Shackleton und Amundsen verloren seine Forschungsergebnisse jedoch bald das öffentliche Interesse. Eine bleibende Hinterlassenschaft der SNAE ist die Orcadas-Station, die seit ihrer Errichtung 1903 permanent besetzt ist.

## Hintergrund

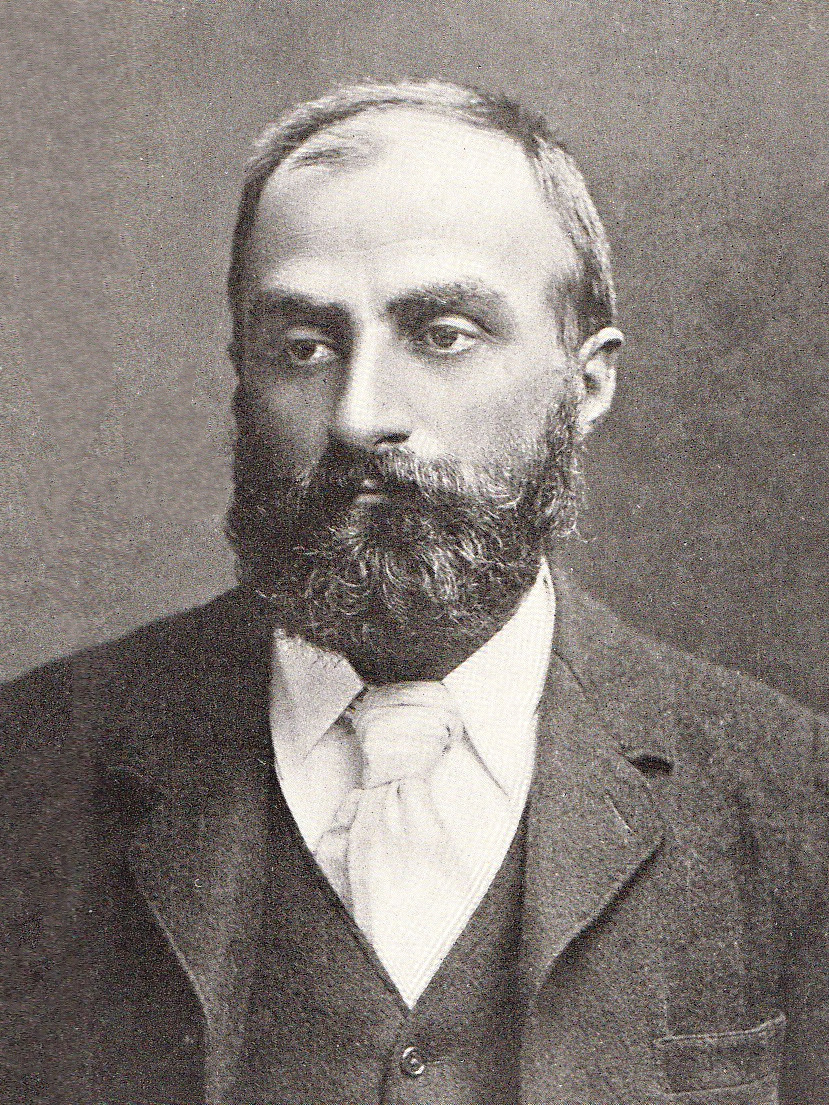
William Speirs Bruce

Während seiner Jahre als Medizinstudent eignete Bruce sich seine Kenntnisse in den Naturwissenschaften und Ozeanographie an, in dem er in den Sommerlehrgängen von den angesehenen Tutoren Patrick Geddes und John Arthur Thomson studierte. Außerdem arbeitete er ehrenamtlich für den Ozeanographen John Murray und half ihm dabei, während der Challenger-Expedition gesammelte Proben zu klassifizieren. 1892 brach Bruce sein Medizinstudium ab und schloss sich der Dundee Whaling Expedition an. Nach seiner Rückkehr begann er, seine eigene Expedition nach Südgeorgien zu organisieren, doch er konnte keine Spenden für sein Projekt auftreiben. Er arbeitete danach bei einer Wetterstation auf dem Gipfel des Ben Nevis, bevor er als wissenschaftlicher Assistent mit der Jackson-Harmsworth-Expedition nach Franz-Josef-Land reiste. Zwischen 1897 und 1899 unternahm er weitere Arktisreisen nach Spitzbergen und zur Nowaja Semlja. Die erste Tour war privat und von Andrew Coats organisiert, auf der zweiten Reise war er Wissenschaftler auf dem Forschungsschiff Princess Alice. Dieses Schiff gehörte Fürst Albert von Monaco, einem renommierten Ozeanographen, der ein Freund und Unterstützer von Bruce wurde.

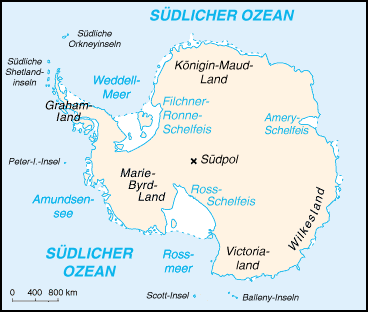
Karte der Antarktis

Nach seiner Rückkehr schrieb er 1899 einen langen Brief an die Royal Geographical Society in London, in dem er sich auf einen wissenschaftlichen Posten der großen Antarktisexpedition (später als Discovery-Expedition bezeichnet) bewarb, die die RGS zu jener Zeit vorbereitete. Seine jüngsten Erfahrungen machten es „unwahrscheinlich, dass es zu der Zeit auf den Britischen Inseln irgend eine besser qualifizierte Person gab“. Bruces Brief, der seine Qualitäten detailliert ausführte, wurde zwar anerkannt, aber erst nach mehr als einem Jahr wirklich beantwortet. Zu diesem Zeitpunkt hatten sich Bruces Erwartungen von einem Juniorposten im wissenschaftlichen Stab wegbewegt. Er wollte jetzt ein zweites, aus schottischen Mitteln finanziertes Schiff, das im Weddell-Meer arbeiten sollte, während das Flaggschiff in der Ross-See unterwegs sein sollte. Dieser Vorschlag wurde aber vom Präsidenten der RGS, Clements Markham, als „schädlich“ bezeichnet, und nach einem Schriftverkehr erklärte Bruce, unabhängig handeln zu wollen. Auf diese Art wurde die Idee von einer nationalen schottischen Antarktisexpedition geboren. Bruce wurde von der wohlhabenden Coats-Familie unterstützt, die die Kosten einer schottischen Expedition unter seiner Führung zu einem großen Teil tragen wollte. Allerdings hatte er sich damit auch die Feindschaft Markhams zugezogen.

## Vorbereitungen

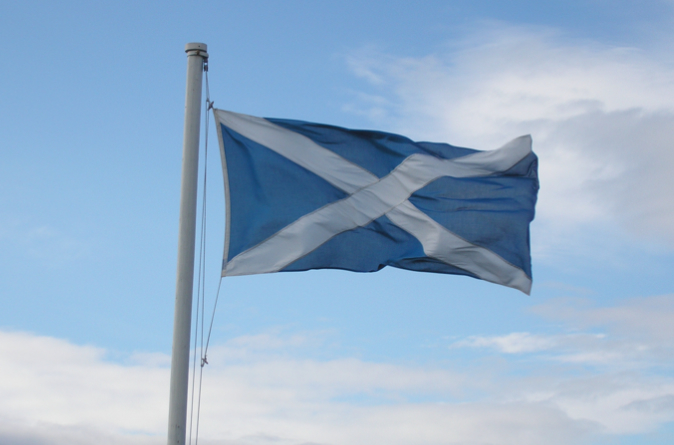
Das schottische Andreaskreuz war das Emblem der Expedition

### Scotia
Im Herbst 1901 kaufte Bruce für 2.620 £ (rund 300.000 £ des Jahres 2025) die Hekla, einen norwegischen Walfänger. In den folgenden Monaten wurde das Schiff umgebaut und bekam zwei Labore, eine Dunkelkammer und viel Spezialausrüstung. Auf dem Deck wurden zwei große Kabeltrommeln mit je 6000 Faden (ca. 11.000 Meter) Kabel angebracht, um mit Schleppnetzen auch in der Tiefsee Proben sammeln zu können. Es gab weitere Ausrüstung zum Ausloten der Tiefe, zur Sammlung von Meerwasser- und Bodenproben und für meteorologische und magnetische Beobachtungen. Der Rumpf wurde massiv verstärkt, um dem Druck des antarktischen Eises standhalten zu können. Zudem wurde das Schiff als Bark getakelt und bekam Hilfsmotoren. Durch diese Arbeiten stiegen die Kosten auf 16.700 £ (rund 1.930.000 £ des Jahres 2025), die aber vollständig von den Coats getragen wurden, die insgesamt 30.000 £ der 36.000 £ Expeditionskosten übernahmen. Schließlich wurde die Hekla in Scotia umbenannt und war im August 1902 für ihre Seefahrten gerüstet.

### Personal
Inklusive Bruce bildeten sechs Personen den wissenschaftlichen Stab der Expedition. Als Zoologe war David Walter Wilton (1872–1940) an Bord, der wie Bruce schon Mitglied der Jackson-Hamsworth-Arktisexpedition gewesen war. Er hatte während seiner Jahre in Nordrussland gelernt, mit Skiern und Schlitten umzugehen. Robert Neal Rudmose-Brown (1879–1957), der ein früherer Assistent in der botanischen Abteilung des British Museum war, war der Botaniker der Expedition. James Hunter Harvie Pirie (1878–1965), der gerade sein Medizinstudium an der University of Edinburgh abgeschlossen hatte, war Bakteriologe, Geologe und Arzt der Expedition. Robert Cockburn Mossman (1870–1940) leitete die meteorologischen und magnetischen Arbeiten, und der Medizinstudent Alastair Ross (1881–unbekannt) sollte Tierkörper haltbar machen.
Bruce ernannte Thomas Robertson (1854–1918) zum Kapitän der Scotia. Robertson war ein erfahrener Seefahrer in arktischen und antarktischen Gewässern; so hatte er auch schon das Kommando über den Walfänger Active der Dundee Whaling Expedition (1892–1893) gehabt. Der Rest der für drei Jahre angeworbenen 25 Offiziere und Mannschaften waren Schotten. Viele von ihnen waren an das Segeln im Eismeer von Walfangfahrten gewöhnt.

### Ziel
Die Ziele der Expedition wurden im Oktober 1902 im Scottish Geographical Magazine und im Geographical Journal der RGS veröffentlicht. Sie beinhalteten die Gründung einer Winterstation „so nah am Südpol wie möglich“, Erforschung des Atlantischen Ozeans auch in der Tiefsee und die systematische Beobachtung und Erforschung der meteorologischen, geologischen, biologischen und topographischen Gegebenheiten. Der schottische Charakter der Expedition wurde kurz vor dem Ablegen in The Scotsman hervorgehoben: „Der Führer und alle wissenschaftlichen und nautischen Mitglieder der Expedition sind Schotten; die Spenden wurden zum Großteil diesseits der Grenze gesammelt; sie [die Expedition] ist ein Produkt ehrenamtlicher Anstrengungen und anders als die Expedition, die zeitgleich die Antarktis erforschen soll, hatte sie keine Hilfe der Regierung nötig.“

## Expedition

### Erste Reise (1902–03)
Die Scotia verließ Troon am 2. November 1902. Auf ihrem Weg in den Süden legte sie in den Häfen von Dún Laoghaire, Funchal und Kap Verde an, bevor man vergeblich versuchte, an den tropischen Sankt-Peter-und-Sankt-Pauls-Felsen anzulanden. Dieser Versuch hätte den Geologen und Arzt James Havie Pirie fast das Leben gekostet, weil er sich beim Sprung von Bord an Land verschätzt hatte und in die von Haien bevölkerte See gestürzt war. Die Scotia erreichte am 6. Januar 1903 Port Stanley auf den Falklandinseln, wo sie ihre Vorräte für die bevorstehende Reise in die Antarktis auffrischte.

Karte der Südlichen Orkneyinseln

Am 26. Januar stach die Scotia mit Kurs auf antarktische Gewässer in See. Am 3. Februar traf sie 40 Kilometer nördlich der Südlichen Orkneyinseln auf dickes Packeis, das das Schiff zu einem Kurswechsel zwang. Am nächsten Tag konnte die Scotia weiter nach Süden vorstoßen und eine kleine Gruppe auf Saddle Island absetzen, die dort eine große Anzahl botanischer und geologischer Proben sammelte. Das Eis verhinderte bis zum 10. Februar weitere Fortschritte, danach ging es weiter nach Süden. Am 17. Februar befand sich die Scotia auf 64°18' südlicher Breite und überquerte fünf Tage später den 70. Breitengrad im Weddell-Meer. Kurze Zeit später zwang neues Eis Robertson zur Umkehr, der immerhin 70°25′S erreicht hatte.
Nachdem die Expedition kein Land gefunden hatte, stellte sich die Frage, wo sie überwintern sollte. Diese Frage war dringend, da die See bald zufrieren würde und damit die Gefahr bestand, dass das Schiff im Eis stecken blieb. Bruce entschied eine Rückkehr zu den South Orkneys, um dort einen Ankerplatz zu finden. Die Südlichen Orkneys standen im Gegensatz zu seinem erklärten Ziel, so weit südlich wie möglich zu überwintern, da sie mehr als 3.200 km vom Südpol entfernt sind. Dennoch hatte eine nördliche Position Vorteile. Wegen der relativ kurzen Zeit, in der das Schiff eingefroren wäre, bliebe mehr Zeit für Fischfang- und Dredgearbeiten Anfang Frühling. Außerdem schienen die Inseln als Standort einer Wetterstation gut geeignet, denn ihre relative Nähe zum südamerikanischen Festland erlaubte es auch, eine ständig besetzte Station zu betreiben.
Nach einem Monat beschwerlichen Segelns erreichte die Scotia die Inseln. Nach mehreren erfolglosen Versuchen, einen passenden Ankerplatz zu finden und mit einem vom Eis beschädigten Steuerruder fand das Schiff eine geschützte Bucht in der Südküste von Laurie Island, der östlichsten Insel der Inselkette. Am 25. März ankerte das Schiff eine Viertelmeile von der Küste entfernt. Sie wurde dann rasch winterfest gemacht: die Maschinen wurden demontiert, die Kessel entleert, und das Deck wurde mit Segeltuch bedeckt. Bruce stellte danach einen umfangreichen Arbeitsplan auf, der meteorologische Messungen und das Sammeln von marinen, botanischen, biologischen und geologischen Proben vorsah. Die wichtigste erfüllte Aufgabe während dieser Zeit war die Errichtung eines Steingebäudes, das nach Robert Omond, dem Direktor des Observatoriums von Edinburgh und Unterstützer der Expedition, „Omond House“ genannt wurde. Es sollte die Unterkunft für die Männer sein, die man auf Laurie Island zurücklassen würde, um die Wetterstation zu betreiben. Das Gebäude wurde mit lokalem Material als Trockenmauerwerk gebaut. Das Dach war eine Behelfskonstruktion aus Holz und Segeltuch. Das fertige Haus bot Platz für sechs Personen, hatte den Grundriss eines Quadrats mit sechs Metern Kantenlänge und zwei Fenster. Rudmose Brown schrieb dazu: „Wenn man bedenkt, dass wir weder Mörtel noch Maurerutensilien hatten, ist es ein vollkommen akzeptables und sehr haltbares Haus geworden. Ich denke, es wird noch ein Jahrhundert lang stehen …“
Allgemein erfreute sich die Mannschaft bester Gesundheit, die Ausnahme war Allan Ramsay, der Heizer der Scotia, der seit dem Aufenthalt auf den Falklandinseln an einer Herzkrankheit litt. Er wollte bei der Expedition bleiben, wurde aber im Verlauf des Winters immer schwächer, bis er am 6. August starb und auf der Insel beerdigt wurde.
Als der Frühling durchbrach, nahmen auch die Aktivitäten wieder zu, und es wurden viele Touren mit Hundeschlitten gemacht, auch zu benachbarten Inseln. Für Messungen des Magnetfeldes wurde eine Holzhütte konstruiert, und auf der Spitze einer knapp drei Meter hohen Steinpyramide wurden der Union Jack und das schottische Andreaskreuz gehisst. Die Scotia wurde wieder seetauglich gemacht, war jedoch im September und Oktober weiterhin im Eis gefangen, bis am 23. November starke Winde das Eis in der Bucht aufbrachen und die Scotia auslaufen konnte. Vier Tage später legte sie nach Port Stanley ab, wobei sie sechs Männer unter der Führung von Robert Mossman im Omond House zurückließ.

### Buenos Aires (1903–04)

Karte von Laurie Island mit Lage der Orcadas-Station, dem früheren Omond House (frz.)

Am 2. Dezember legte die Expedition in Port Stanley an, wo die Mannschaft erstmals wieder Nachrichten aus der übrigen Welt hörte. Nach einer Woche Pause nahm die Scotia Kurs auf Buenos Aires, wo sie instand gesetzt und für eine weitere Saison ausgerüstet werden sollte. Bruce hatte noch andere Geschäfte in der Stadt zu erledigen; er wollte nämlich die argentinische Regierung dazu bringen, die Verantwortung für die Wetterstation auf Laurie Island nach der Heimreise der Expedition zu übernehmen. Während der Reise nach Buenos Aires lief die Scotia im Mündungsgebiet des Río de la Plata auf Grund und lag dort mehrere Tage, bevor sie wieder freikam und am 24. Dezember von einem Schlepper in den Hafen manövriert wurde.
In den folgenden vier Wochen lag das Schiff im Trockendock und Bruce verhandelte mit der argentinischen Regierung über die Zukunft der Wetterstation. Unterstützt wurde er dabei vom britischen Residenten, dem britischen Konsul und W. G. Davis, dem Direktor des argentinischen Wetterdienstes. Das telegrafisch kontaktierte Foreign Office äußerte keine Bedenken gegen den Plan. Am 20. Januar 1904 unterschrieb er eine Vereinbarung, nach der drei wissenschaftliche Assistenten der argentinischen Regierung zunächst ein Jahr unter Robert Mossman auf der Station arbeiten sollten; es sollte die erste Stufe einer jährlichen Absprache sein. Danach übergab er das Omond House mitsamt Einrichtung, Vorräten und allen magnetischen und meteorologischen Messinstrumenten formal an die argentinische Regierung. Die in Orcadas-Station umbenannte Wetterstation ist seither in Betrieb und wurde mehrfach neu errichtet und ausgebaut.
Einige Mitglieder der ursprünglichen Besatzung verließen die Expedition während des Aufenthaltes in Buenos Aires. Manche mussten aus gesundheitlichen Gründen nach Hause zurückkehren, und ein Mann wurde wegen Fehlverhaltens ausgeschlossen. Ihr Ersatz wurde in der Region angeworben. Am 21. Januar fuhr die Scotia wieder nach Laurie Island, wo sie am 14. Februar ankam. Nachdem sie die Besatzung für die Wetterstation abgesetzt hatte, die ein Jahr später von dem argentinischen Kanonenboot Uruguay abgeholt wurde, setzte die Scotia eine Woche später die Segel für ihre zweite Reise ins Weddell-Meer.

### Zweite Reise (1904)

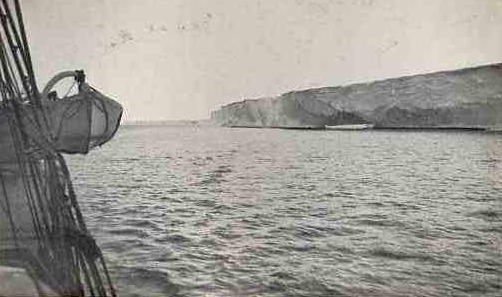
Die Küste von Coatsland, das im März 1904 von der SNAE entdeckt wurde. Das Foto entstand 1915 auf Ernest Shackletons Expedition

Die Scotia fuhr bei ruhigem Wetter einen südöstlichen Kurs in das östliche Weddell-Meer. Sie traf auf kein Packeis, bevor sie den südlichen Polarkreis überschritten hatte, sodass das Vorankommen einfach war, bis sie am 3. März auf der Position 72°18’S, 17°59’W von dickem Packeis aufgehalten wurde. Bei einer Auslotung wurde eine Wassertiefe von 1.131 Faden (2.068 m) im Vergleich zu den bisherigen 2.500 Faden festgestellt, woraus man schloss, sich Land zu nähern. Wenige Stunden später traf die Expedition auf eine Barriere aus Eis, die ein Weiterkommen nach Südosten verhinderte. In den nächsten Tagen folgte man der Eiskante rund 240 Kilometer in südlicher Richtung. Die gemessene Wassertiefe von 159 Faden (291 m) vier Kilometer von der Eiskante entfernt wies auf beginnendes Festland hinter dem Eispanzer hin.(, S. 121) Die Umrisse dieser Landmasse wurden bald schwach erkennbar und Bruce benannte das Land nach seinen wichtigsten Sponsoren (der Coats-Familie) „Coatsland“. Die Entdeckung von Coatsland war der erste Hinweis auf die östliche Begrenzung des Weddell-Meeres und wies darauf hin, dass das Meer wesentlich kleiner sein könnte, als bislang angenommen wurde. Die ursprünglich geplante Ausfahrt einer Schlittengruppe nach Coatsland sagte Bruce aber wegen des Zustandes des Meereises ab.

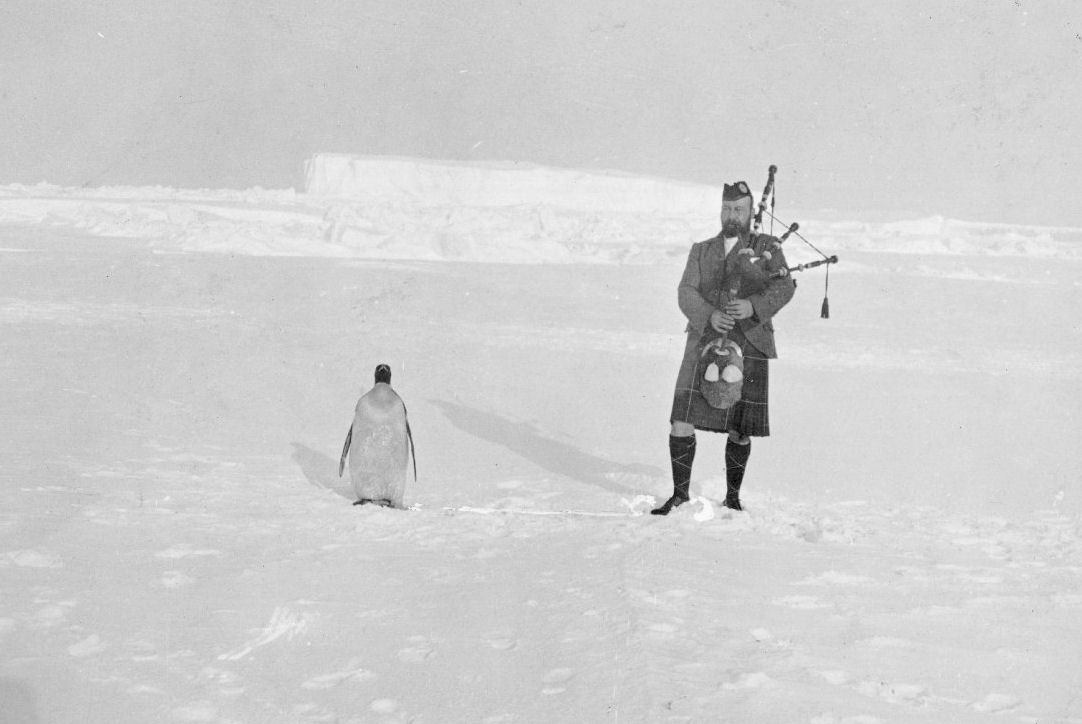
Der Dudelsackspieler Kerr (rechts) spielt für einen gelangweilten Pinguin.

Am 9. März 1904 erreichte die Scotia den südlichsten Punkt ihrer Reise auf einer Breite von 74°01’S. An dieser Stelle wurde das Schiff schnell von Packeis eingeschlossen und es bestand die Gefahr, den Winter über festgehalten zu sein. In dieser Phase der Inaktivität entstand das Foto, auf dem der Dudelsackspieler Gilbert Kerr einem Pinguin ein Ständchen hält. Das Schiff kam jedoch am 13. März wieder frei und bewegte sich langsam unter Dampf nach Nordosten. Während dieses Teils der Reise wurde mittels Tiefenmessungen, Netzfischerei und dem Sammeln von Bodenproben ein umfassender Report über die ozeanografischen Gegebenheiten und marinen Lebensbedingungen im Weddell-Meer erstellt.
Auf der Rückreise nach Kapstadt machte die Scotia an der Gough-Insel im Atlantik halt. Die Insel war vorher noch nie von einer Gruppe Wissenschaftler besucht worden. Am 21. April verbrachten Bruce und fünf andere Männer dort einen Tag und sammelten Proben. Das Schiff fuhr danach weiter nach Kapstadt, wo es am 6. Mai ankam. Nach weiteren Forschungsarbeiten im Gebiet der Saldanha Bay segelte die Scotia am 24. Mai zurück in die Heimat. Die letzten beiden angelaufenen Häfen waren St. Helena und Ascension.

## Heimkehr und Nachwirkung
Die Expedition lief mit der Scotia am 21. Juli 1904 in den Clyde ein, wo ihr ein warmer Empfang bereitet wurde. Im Gebäude der University Marine Biological Station in Millport wurde ein förmlicher Empfang für 400 Leute gehalten, bei dem John Murray ein Telegramm mit den Glückwünschen von König Edward VII. verlas. Bruce wurde mit der Goldmedaille der Royal Scottish Society ausgezeichnet, der Kapitän Robertson mit der Silbermedaille.
Ein wichtiger Erfolg der Expedition war die Katalogisierung von mehr als 1.100 Tierarten, von denen 212 vorher unbekannt waren. Dennoch gab es keine offizielle Anerkennung aus London, wo man unter dem Einfluss von Markham dazu neigte, die SNAE entweder zu ignorieren oder in einem schlechten Licht darzustellen. Keines ihrer Mitglieder erhielt die prestigeträchtige Polarmedaille verliehen, aber mehrere Mitglieder der Discovery-Expedition, die zwei Monate nach der Scotia zurückkehrte. Diese Medaillen wurden auch nach jeder von Ernest Shackletons Expeditionen und nach Douglas Mawsons Australasiatischer Antarktisexpedition verliehen. Bruce kämpfte jahrelang gegen diese aus seiner Sicht himmelschreiende Ungerechtigkeit gegen sein Land und die Expedition, hatte jedoch keinen Erfolg. Einige Vorbehalte des Londoner Establishments gegenüber der SNAE dürften auch auf Bruces schottischen Nationalismus zurückzuführen sein, der sich auch in seinem Vorwort zu Rudmose Browns Geschichte der Expedition spiegelt: „Während Wissenschaft der Talisman der Expedition war, hatte sie sich Schottland auf die Fahnen geschrieben; und möglicherweise haben wir im Bemühen, der Menschheit durch das Hinzufügen eines weiteren Gliedes in die goldene Kette der Wissenschaft zu dienen, gezeigt, dass die schottische Nation eine Macht ist, mit der man rechnen muss.“
Eine bedeutende Folge der Expedition war die Gründung des „Scottish Oceanographical Laboratory“ in Edinburgh, das von Fürst Albert von Monaco 1906 formell eröffnet wurde. Das Labor diente mehreren Zwecken: als Lager für die große Sammlung von biologischen, zoologischen und geologischen Proben, die während der Reisen der Scotia und Bruces früheren Arktis- und Antarktisreisen zusammenkam, als Ort, an dem die wissenschaftlichen Berichte der SNAE angefertigt werden konnten, als Hauptquartier, in dem sich Polarforscher treffen konnten (Nansen, Amundsen und Shackleton besuchten das Labor) und als Planungsstelle für weitere schottische Polarforschungsunternehmen. Obwohl er seine Reisen in die Arktis aus wissenschaftlichen und wirtschaftlichen Gründen fortsetzte, führte Bruce nie wieder eine Antarktisexpedition, da seine Pläne für eine Durchquerung des Kontinents von Geldmangel durchkreuzt wurden. Es dauerte Jahre, die wissenschaftlichen Berichte der SNAE fertigzustellen. Die meisten wurden zwischen 1907 und 1920 veröffentlicht, der letzte jedoch erst 1992. Der Vorschlag, das Labor in ein dauerhaftes schottisches Ozeanographisches Institut umzuwandeln, wurde nicht umgesetzt, und Bruce sah sich schließlich 1919 aus finanziellen Gründen gezwungen, das Labor zu schließen. Er starb zwei Jahre später im Alter von 54 Jahren.
Zu dieser Zeit erinnerte man sich selbst in Schottland kaum an die Expedition der Scotia. Sie wird von den berühmteren Expeditionen von Scott und Shackleton überschattet. In den Geschichtsbüchern wird sie häufig nur beiläufig erwähnt oder in einer Fußnote abgehandelt, ohne auf ihre Erfolge weiter einzugehen. Bruce fehlte Charisma und er wirkte schlecht auf die Öffentlichkeit („… so stachelig wie die schottische Distel an sich,“ sagte ein langjähriger Freund über ihn), dafür hatte er die Neigung, sich mächtige Feinde zu machen. Dennoch hatte die Expedition ein umfangreicheres Programm absolviert als jede andere der vorherigen oder nachfolgenden Antarktisexpeditionen.
Im Ersten Weltkrieg wurde die Scotia beschlagnahmt und als Frachter eingesetzt. Am 18. Januar 1916 fing sie Feuer und brannte auf einer Sandbank im Bristolkanal aus. Im Jahre 2003, hundert Jahre nach Bruce, nutzte eine moderne Expedition die von der SNAE gesammelten Daten, um den Klimawandel auf Südgeorgien während des letzten Jahrhunderts zu erforschen. Die Expedition versicherte, dass ihr Beitrag zur Klimadebatte ein passendes Testament der Pionierforschung der SNAE sei.